# Белледу
Белледу́ (фр. Belleydoux) — коммуна во Франции, находится в регионе Рона — Альпы. Департамент — Эн. Входит в состав кантона Северная Ойонна. Округ коммуны — Нантюа.
Код INSEE коммуны — 01035.

## География

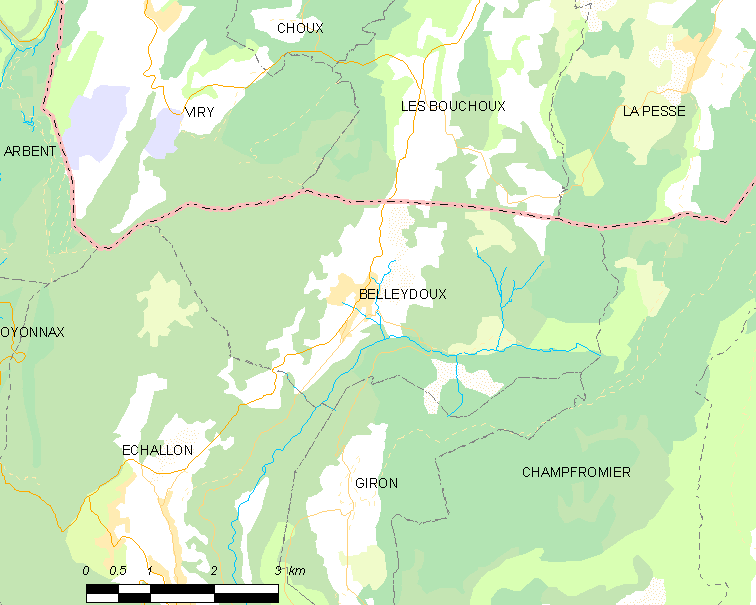
Карта коммуны

Коммуна расположена приблизительно в 390 км к юго-востоку от Парижа, в 95 км северо-восточнее Лиона, в 45 км к востоку от Бурк-ан-Бреса.
По территории коммуны протекает река Семен. Большая часть площади коммуны покрыта лесами.

## Климат
Климат полуконтинентальный с холодной зимой и тёплым летом. Дожди бывают нечасто, в основном летом.

## Население
Население коммуны на 2010 год составляло 321 человек.
| 1962 | 1968 | 1975 | 1982 | 1990 | 1999 | 2010 |
| ---- | ---- | ---- | ---- | ---- | ---- | ---- |
| 314  | 250  | 200  | 222  | 232  | 277  | 321  |

## Администрация
| Период | Период | Фамилия         | Партия | Примечания |
| ------ | ------ | --------------- | ------ | ---------- |
| 1975   | 1977   | Жан Дюраффур    |        |            |
| 1977   | 1983   | Оливье Шевассю  |        |            |
| 1983   | 1987   | Жан Дюраффур    |        |            |
| 1987   | 2014   | Люсьен Мер      |        |            |
| 2014   | 2020   | Мадлен Дюраффур |        |            |

## Экономика
В 2010 году среди 216 человек трудоспособного возраста (15—64 лет) 180 были экономически активными, 36 — неактивными (показатель активности — 83,3 %, в 1999 году было 79,7 %). Из 180 активных жителей работали 171 человек (91 мужчина и 80 женщин), безработных было 9 (4 мужчины и 5 женщин). Среди 36 неактивных 10 человек были учениками или студентами, 14 — пенсионерами, 12 были неактивными по другим причинам.